# Subjuntivo-Wortliste

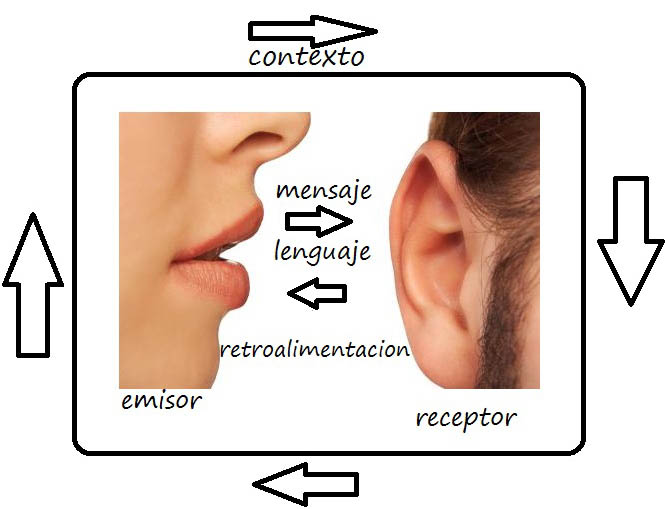
Kommunikationsschema Jede kommunikative Interaktion beruht auf der Verwendung gemeinsamer sprachlicher Symbole (Symbolischer Interaktionismus). Der erste Sprecher, emisor, (erstes Subjekt, Su1) versprachlicht, mensaje, z. B. seine erwünschten, vorgestellten, gewähnten oder auch nur vermuteten Vorstellungen usw. des (vermeintlich) Nicht-Wirklichen (als das erste Prädikat, Pr1) in einem Satz dergestalt, dass der Adressat, receptor, der Nachricht (zweites Subjekt, Su2) z. B. zum entsprechenden Handeln (durch das zweite Prädikat, Pr2, im Modus des subjuntivo) veranlasst werden soll. Zwischen beiden Satzteilen wird eine (unterordnende) Konjunktion, conjunción subordinante, oder ein Adverb eingefügt. – Beispielsatz: Beatriz quiere que José compre el coche. Beatriz möchte, dass José kaufe das Auto. Su1 + Pr1 + Konjunktion/Adverb + Su2 + Pr2

Der Subjuntivo als Möglichkeitsform, lässt sich nach dem „Auslösungsmodell“ als sprecherbezogen darstellen, von dessen Wähnen, Gefühle, Bitten, Befehlen, Meinungen, Bewertungen, Zweifel, Empfehlungen, Raten, Erlauben, Verbieten, Wünschen, Ermahnen, Willensäußerungen etc. und bestimmten Wortkombinationen, Konjunktionen aus dem Einsatz des Subjunktivs notwendig sei. Dabei werden dann in der Folge entsprechende Zeitstufen Vergangenheit, Gegenwart und Zukunft verwendet.
Benutzt ein Sprecher den Subjuntivo, so geht es meist weniger darum, eine Tatsache zu schildern, als vielmehr die sprecherinterne Haltung, die Gefühle oder Meinungen und so weiter auszudrücken. Es handelt sich hier um die Färbung der Aussage durch den Sprecher selbst.
Bestimmte Verben, Konjunktionen oder diverse Wortfolgen legen fakultativ oder auch obligat die Verwendung des Subjuntivo im Spanischen nahe. Dabei werden manche Wortfolgen entsprechend den unterschiedlichen Aussagen auch im Indicativo verwendet.
Obgleich für den Sprachlernenden die Darstellung und Anwendung des subjuntivos anhand von Wortkombinationen, den sogenannten Signalwörtern für das sprecherbezogene Wähnen, Fühlen, Bitten, Befehlen und Fordern, Meinen, Bewerten, Zweifeln, Empfehlen, Raten, Erlauben, Verbieten, Wünschen, Ermahnen etc. eine Orientierung geben kann, implizierte dieses Vorgehen jedoch auch, Hummel (2001), das Erlernen, einer Vielzahl von Regeln für die praktisch-alltägliche Anwendung des Subjunktivs.

## Worte und Wortfolgen die einen Subjuntivo nach sich ziehen (können bzw. müssen), Auswahl
| Alphabet | Wortart bzw. Wortkombinationen  | Wortfolge                        | Übersetzung                                                | obligate Verwendung des subjuntivo | Beispielsatz | Anmerkungen |  |
| -------- | ------------------------------- | -------------------------------- | ---------------------------------------------------------- | ---------------------------------- | --- | --- |  |
| A        | Konjunktion                     | a condición de que               | unter der Bedingung, dass; unter der Auflage, dass         | ja                                 | | |  |
|          | Konjunktion                     | a fin de que                     | so, dass; damit                                            | ja                                 | Mi amigo hace lo imposible, a fin de que yo esté feliz.                                                                                           | |  |
|          | Konjunktion                     | a no ser que                     | außer wenn                                                 | nein                               | | |  |
|          | Konjunktion                     | a pesar de que                   | auch wenn                                                  | nein                               | | |  |
|          |                                 | a poco que                       | so wenig, dass; wenn allmählich, dass                      | ja                                 | | Konditionalsatz |  |
|          |                                 | a reserva que                    | unter Vorbehalt, dass; vorbehaltlich, dass                 | ja                                 | | |  |
|          | Konjunktion                     | a menos que ...                  | sofern nicht                                               |                                    | A menos que el precio sea considerablemente más bajo.                                                                                             | |  |
|          | Adverb                          | acaso                            | möglicherweise, vielleicht                                 | nein                               | | mehr i. S. einer unsicheren Schätzung                                                                                   |  |
|          | Verb                            | aconsejar (que)                  | beraten; raten zu                                          | ja                                 | | Empfehlung; Rat |  |
|          | Verb                            | alegrar (que)                    | erfreuen; erheitern; beleben                               | nein                               | Me alegro mucho de que puedan venir. | Gefühl; Empfindung |  |
|          |                                 | al mismo tiempo que              | zur gleichen Zeit, dass; während, dass                     | nein                               | | |  |
|          |                                 | a no ser que                     | es sei denn, dass                                          | ja                                 | | |  |
|          | Konjunktion                     | antes (de) que                   | bevor; ehe                                                 | ja                                 | | |  |
|          | Konjunktion                     | apenas                           | sobald; gerade                                             | nein                               | | „Hauptverb“ + „que“ + „untergeordnetes Verb im Subjuntivo“                                                              |  |
|          | Konjunktion                     | aun cuando                       | selbst wenn                                                | ja                                 | | |  |
|          | Konjunktion                     | aunque                           | auch wenn; selbst wenn; obgleich                           | nein                               | | |  |
|          | Verb + Konjunktion              | avisar cuando ...                | ankündigen wenn ...                                        | ja                                 | | |  |
| B        |                                 | bajo la condición de que...      | unter der Bedingung, dass ...                              | ja                                 | | |  |
| C        | Konjunktion                     | como si                          | als wenn; als ob                                           | ja                                 | | |  |
|          | Konjunktion                     | con el fin de que                | damit                                                      | ja                                 | | |  |
|          |                                 | con la condición de que          | mit der Bedingung, dass                                    | ja                                 | | |  |
|          |                                 | con sólo que                     | wenn ....dann                                              | ja                                 | Con sólo que le llames te ahorras mil problemas.                                                                                                  | |  |
|          | Konjunktion                     | con tal de que                   | vorausgesetzt, dass; wenn, nur dass                        | ja                                 | | Konditionalsatz |  |
|          | Verb                            | conseguir (que)                  | erreichen; bekommen                                        | ja                                 | | |  |
|          |                                 | conviene que                     | es ist ratsam, dass                                        | ja                                 | | |  |
| D        | Konjunktion                     | de ahí que                       | von daher dass; deswegen, dass                             | ja                                 | | |  |
|          | Verb                            | dejar (que)                      | zulassen; unterlassen; lassen                              | nein                               | Mi madre no me deja que salga sola por la noche.                                                                                                  | Permission |  |
|          | Verb                            | desear (que)                     | wünschen; begehren                                         | nein                               | | Ausdruck des Wunsches                                                                                                   |  |
|          |                                 | de (tal) forma que               | so dass                                                    | nein                               | | |  |
|          |                                 | de tal manera que                | derart(ig), dass; somit, dass                              | nein                               | | |  |
|          |                                 | de tal modo que                  | in dieser Weise, dass; solcherart, dass                    | nein                               | | |  |
|          | Verb + Konjunktion              | desear (que)                     | wünschen dass; ersehnen                                    | nein                               | | |  |
|          |                                 | después de que                   | nachdem                                                    | ja                                 | | |  |
|          | Verb + Konjunktion              | dudar que                        | bezweifeln, dass; zweifeln, dass                           | ja                                 | | |  |
| E        | Substantiv + Verb + Konjunktion | el acaso hizo que...             | der Zufall wollte es, dass; der Zufall machte es, dass ... |                                    | | „Substantiv“ + „Indefinitivo“ von hacer + „que“                                                                         |  |
|          | Konjunktion                     | en caso de que                   | im Falle, dass; falls                                      |                                    | | Konditionalsatz |  |
|          |                                 | en cuanto que ...                | sobald; sobald das möglich ist                             |                                    | | |  |
|          | Konjunktion                     | en el supuesto de que            | unter der Annahme, dass                                    | ja                                 | | |  |
|          |                                 | en tanto que                     | sofern nicht, dass; insofern nicht; solange nicht, dass    | ja                                 | | Konditionalsatz |  |
|          |                                 | en previsión (de) que            | im Falle, dass; unter der Voraussage, dass                 | ja                                 | | Konditionalsatz |  |
|          |                                 | Es aconsejable que ...           | Es ist ratsam, das ...                                     | nein                               | | „ser“ + „Substantiv“ + „que“; „ser“ + „Adjektiv“ + „que“                                                                |  |
|          |                                 | Es bueno que ...                 | Es ist gut dass                                            | nein                               | | |  |
|          |                                 | Es capaz que ...                 | Er/sie ist fähig, dass                                     | nein                               | | |  |
|          |                                 | Es conveniente que ...           | Es ist nützlich; Es ist angebracht dass                    | ja                                 | | [ 13 ] |  |
|          |                                 | es de esperar que...             | man darf hoffen, dass ...                                  | ja                                 | | |  |
|          |                                 | Es de suponer que ...            | Es ist anzunehmen, dass ...Es ist zu vermuten, dass ...    | ja                                 | | |  |
|          |                                 | Es desaconsejable que ...        | Es ist nicht ratsam dass                                   | ja                                 | | |  |
|          |                                 | Es difícil que ...               | Es ist problematisch, dass; Es ist schwierig, dass         |                                    | | |  |
|          |                                 | Es esencial ...                  | Es ist wesentlich; Es ist essentiell                       |                                    | | |  |
|          |                                 | Es evidente que ...              | Es ist offensichtlich, dass                                | ja                                 | Es evidente que no diga la verdad. | |  |
|          |                                 | Es fácil que ...                 | Es ist einfach, dass                                       |                                    | | |  |
|          |                                 | Es fundamental que               | Es ist fundamental, dass; Es ist wesentlich                | nein                               | | |  |
|          |                                 | Es importante que ...            | Es ist wichtig, dass                                       | nein                               | Es importante que laves las tazas. | |  |
|          |                                 | Es imprescindible que ...        | Es ist unumgänglich, dass                                  | nein                               | Es imprescindible que se sepa la verdad. | |  |
|          |                                 | Es necesario que ...             | Es ist notwendig                                           | nein                               | | |  |
|          |                                 | Es malo que ...                  | Es ist schlecht, dass                                      | ja                                 | | |  |
|          |                                 | Es maravilloso que ...           | Es ist wunderbar, dass                                     | ja                                 | | |  |
|          |                                 | Es muy posible que ...           | Es ist sehr wahrscheinlich, dass                           | ja                                 | Es muy posible que Susana vaya a Valencia. | |  |
|          |                                 | Es probable que ...              | Es ist nachweislich, dass; Es ist wahrscheinlich, dass     | ja                                 | | |  |
|          |                                 | Es trágico que ...               | Es ist tragisch, dass;                                     | ja                                 | | |  |
|          |                                 | Es urgente que ...               | Es ist dringend, dass ...                                  | nein                               | Es urgente que le envíe un correo electrónico. | |  |
|          |                                 | Es verdad que ...                | Es ist wahr, dass                                          | ja                                 | | |  |
|          | Verb + Konjunktion              | esperar (que)                    | hoffen dass                                                | nein                               | Espero que vengas conmigo. | |  |
|          |                                 | excepto si                       | ausgenommen wenn; abgesehen von                            | ja                                 | | Konditionalsatz |  |
|          | Verb                            | exigir (que)                     | verlangen; fordern                                         | nein                               | | Befehl; Anordnung |  |
| G        | Verb                            | gustar (que)                     | gefallen; mögen                                            | nein                               | Me gusta que muestren valor cívico. | |  |
| H        |                                 | hacer como si                    | so tun, als ob; so machen als ob                           | ja                                 | | |  |
|          |                                 | Hacer lo posible para que        | Es möglich machen für                                      | ja                                 | | |  |
|          |                                 | hasta que                        | bis, dass                                                  | ja                                 | | |  |
| I        |                                 | imagínate que                    | stelle dir vor; stelle dir mal vor                         | ja                                 | | |  |
|          | Verb                            | impedir (que)                    | hindern; behindern; hemmen                                 | ja                                 | | |  |
|          | Verb                            | insistir en                      | dringen auf; bestehen auf                                  | nein                               | | Befehl; Anordnung |  |
| L        | Verb                            | lamentar (que)                   | beklagen; lamentieren; bedauern                            | nein                               | Lamento que no hayas recibido el puesto de trabajo.                                                                                               | Gefühl; Empfindung |  |
|          |                                 | Lo haré, con tal de que ...      | Ich werde es tun, vorausgesetzt dass ...                   | ja                                 | Lo haría con tal de que seas feliz. | |  |
|          |                                 | Lo importante en esto es que ... | Wichtig ist es dabei, dass ...                             | ja                                 | | „Lo“ + „Adjektiv“ + „ser“ + „que“                                                                                       |  |
| M        | Verb                            | mandar (que)                     | anordnen; befehlen                                         | nein                               | | |  |
|          | Konjunktion                     | mientras que                     | wohingegen, dass                                           | nein                               | | |  |
|          | Verb                            | molestar (que)                   | belästigen; stören; plagen                                 | nein                               | Me molesta que nunca me cuentes nada. | Gefühl; Empfindung |  |
| N        | Negation + Verb + Konjunktion   | no creo que                      | nicht ich glaube, dass; dass..., glaube ich nicht          | ja                                 | No creo que llueva ahora. | |  |
|          |                                 | no hace falta que ...            | es ist absolut nicht nötig, dass ...                       | ja                                 | | |  |
| O        | Verb                            | obligar a                        | zwingen zu; aufnötigen; verpflichten zu                    | nein                               | | Befehl; Anordnung |  |
|          | Interjektion                    | ojalá que                        | hoffentlich                                                | nein                               | ¡Ojalá que tengas suerte! | |  |
|          | Verb                            | ordenar (que)                    | befehlen; anordnen                                         | nein                               | | Befehl; Anordnung |  |
| P        | Konjunktion                     | para que                         | damit; damit dass                                          | ja                                 | | |  |
|          | Verb                            | pedir (que)                      | bitten; anfordern; verlangen                               | nein                               | Me pidió que le ayudara. | |  |
|          | Verb                            | permitir (que)                   | erlauben; gestatten; zulassen                              | nein                               | | |  |
|          | Konjunktion                     | por que                          | damit                                                      | ja                                 | | |  |
|          | Konjunktion + Adverb/Adjektiv   | por muy + Adverb/Adjektiv + que  | so ... auch; wenn ... auch noch so                         |                                    | | |  |
|          | Adverb                          | posiblemente                     | möglicherweise; eventuell                                  | ja                                 | | |  |
| Q        |                                 | que si                           | als ob; als wenn                                           | ja                                 | | |  |
|          |                                 | ¿Qué tal si ... ?                | Wie wäre es, wenn ...?                                     | nein                               | | |  |
|          | Verb                            | querer (que)                     | mögen dass; wollen dass                                    | ja                                 | Quiero que vengas. | [ 14 ] |  |
|          | Adverb                          | quizás                           | vielleicht                                                 | nein                               | Quizás esté en casa. | mehr i. S. einer sicheren Abschätzung, in affirmativen oder negierenden Aussagen                                        |  |
| P        | verb                            | pedir (que)                      | anfordern; bitten; verlangen                               | nein                               | | Petition |  |
|          | Verb                            | permitir (que)                   | erlauben; gestatten                                        | nein                               | | Permission |  |
|          | Verb                            | poder (que)                      | können; dürfen                                             | nein                               | | Möglichkeit |  |
|          |                                 | por si                           | für den Fall, dass                                         | ja                                 | | Konditionalsatz |  |
|          |                                 | por si acaso                     | für alle Fälle; für den Fall der Fälle                     | nein                               | | |  |
|          |                                 | por supuesto que                 | freilich, dass; natürlich, dass                            | ja                                 | Una condición previa es, por supuesto, que los actores estén equipados con sistemas informáticos accesibles y tengan las capacidades respectivas. | auch futuro möglich |  |
| R        | Verb                            | recomendar (que)                 | empfehlen; vorschlagen                                     | nein                               | | Empfehlung; Rat |  |
|          | Verb                            | rogar (que)                      | inständig bitten; anflehen                                 | nein                               | | Petition |  |
| S        |                                 | salvo que (oder si)              | es sei denn, dass                                          | ja                                 | | Konditionalsatz |  |
|          | Verb                            | sentir (que)                     | fühlen; spüren                                             | nein                               | Siento que tu hermana no se encuentre bien. | Gefühl; Empfindung |  |
|          | Konjunktion                     | si                               | wenn; falls                                                | nein                               | Sería estupendo si pudieras ayudarme. | Konditionalsatz. Nach si darf niemals presente de subjuntivo, pretérito perfecto de subjuntivo oder condicional stehen. |  |
|          |                                 | siempre que                      | immer wenn; vorausgesetzt, dass ...                        | nein                               | | Konditionalsatz |  |
|          | Konjunktion                     | sin que                          | ohne dass                                                  | ja                                 | | |  |
|          |                                 | so pena que                      | in Ermangelung eines solchen; außer wenn                   | ja                                 | | |  |
|          | Verb                            | solicitar (que)                  | ersuchen; beantragen; bitten um                            | nein                               | | Petition |  |
|          | Verb                            | sugerir (que)                    | anregen; vorschlagen; anregen; andeuten                    | nein                               | | |  |
|          | Verb + Konjunktion              | supongo que...                   | ich nehme an, dass ...; ich bin der Annahme, dass ...      | ja                                 | Supongo que tenga trabajo. | |  |
| T        | Abverb                          | tal vez                          | so; so in etwa; vielleicht                                 | nein                               | Tal vez venga a la discoteca con nosotros. | |  |
|          | Konjunktion                     | tan pronto como                  | so bald wie                                                | nein                               | Tan pronto como lleguemos a la ciudad, os llamamos por teléfono.                                                                                  | |  |
|          | Konjunktion                     | tanto como                       | ebenso viel wie                                            | nein                               | | |  |
| Y        |                                 | ya que                           | da, dass; weil, dass                                       | ja                                 | | |  |
|          |                                 | ya va siendo hora que...         | es wird allmählich Zeit                                    | ja                                 | Y ya va siendo hora de que te cases. | Konditionalsatz |  |

## Verben die densubjuntivozur Folge haben oder nach sich ziehen (Auswahl)
Es gibt Verben, die den subjuntivo nach sich ziehen. Die agierende Person des Hauptsatzes ist bestrebt die Handlung der Person im Nebensatz zu beeinflussen. Das Verb, das den subjuntivo nach sich zieht, könnte durch „querer“ oder „no querer“ ausgetauscht werden, ohne dass sich der Sinn des Satzes grundlegend verändert. Als Beispielverb wird „venir“ genommen das kommen, mitkommen, herkommen bedeutet, genauer die 1. bzw. 3. Person singular im presente de subjuntivo.
Der subjuntivo kann nach Verben stehen die Willensäußerungen, Befehle, Wünsche, Aufforderungen, Verbote, Hoffnungen usw. zum Ausdruck bringen. Verben der Willensäußerung mit nachfolgenden subjuntivo sind etwa: aconsejar, recomendar, confiar en, desear, esperar, mandar, pedir, permitir, preferir, proponer, querer.
Auch nach Verben, die Gefühle zum Ausdruck bringen, etwa gustar, encantar, odiar, detestar, enfadar, fastidiar, temer, tener miedo, preocupar, tener ganas, molestar, extrañar, alegrar.
Ferner die Verben des Zweifels, etwa dudar, puede (ser), parece mentira, parecer.
Sodann die verneinenden Verben des Sagens und Denkens, auch sie haben häufig den subjuntivo in der Folge, etwa: no asegurar, no creer, no opinar, no decir, no imaginar, no pensar, no reconocer, no saber.
```
quiero que venga
 
 
 
 
 
 
 
 
 
 
 
 
        wollen
espero que venga
 
 
 
 
 
 
 
 
 
 
 
 
        hoffen
deseo que venga
 
 
 
 
 
 
 
 
 
 
 
 
         wünschen
me gusta que venga
 
 
 
 
 
 
 
 
 
 
 
 
      gefallen
prefiero que venga
 
 
 
 
 
 
 
 
 
 
 
 
      vorziehen
me encanta que venga
 
 
 
 
 
 
 
 
 
 
 
 
    sehr gefallen
celebro que venga
 
 
 
 
 
 
 
 
 
 
 
 
       sich freuen, feiern
me alegro de que venga
 
 
 
 
 
 
 
 
 
 
 
 
  sich freuen
```

```
pido que venga
 
 
 
 
 
 
 
 
 
 
 
 
           bitten, fordern
decido que venga
 
 
 
 
 
 
 
 
 
 
 
 
         beschließen
logro que venga
 
 
 
 
 
 
 
 
 
 
 
 
          erreichen
consigo que venga
 
 
 
 
 
 
 
 
 
 
 
 
        erreichen
no creo que venga
 
 
 
 
 
 
 
 
 
 
 
 
        nicht glauben (creo que viene)
me imagino que
 
 
 
 
 
 
 
 
 
 
 
 
           sich vorstellen, sich denken
grito que venga
 
 
 
 
 
 
 
 
 
 
 
 
          ich schreie, dass er kommen soll
intento que venga
 
 
 
 
 
 
 
 
 
 
 
 
        versuchen
procuro que venga
 
 
 
 
 
 
 
 
 
 
 
 
        versuchen, dafür sorgen, dass
propongo que venga
 
 
 
 
 
 
 
 
 
 
 
 
       vorschlagen
```

```
me preocupo que venga
 
 
 
 
 
 
 
 
 
 
 
 
    sich Sorgen machen
recomiendo que venga
 
 
 
 
 
 
 
 
 
 
 
 
     empfehlen
digo que venga
 
 
 
 
 
 
 
 
 
 
 
 
           ich sage, dass er kommen soll
evito que venga
 
 
 
 
 
 
 
 
 
 
 
 
          vermeiden
```

```
lamento que venga
 
 
 
 
 
 
 
 
 
 
 
 
        beklagen
me da pena que venga
 
 
 
 
 
 
 
 
 
 
 
 
     bedauern
lo siento que venga
 
 
 
 
 
 
 
 
 
 
 
 
      bedauern
lo animo que venga
 
 
 
 
 
 
 
 
 
 
 
 
       Mut machen, aufmuntern
impongo que venga
 
 
 
 
 
 
 
 
 
 
 
 
        aufzwingen, auferlegen
sufro que venga
 
 
 
 
 
 
 
 
 
 
 
 
          leiden
```

```
no aguanto que venga
 
 
 
 
 
 
 
 
 
 
 
 
     ich ertrage es nicht
odio que venga
 
 
 
 
 
 
 
 
 
 
 
 
           hassen
me da rabia que venga
 
 
 
 
 
 
 
 
 
 
 
 
    es macht mich wütend, dass er kommt
me fastidia que venga
 
 
 
 
 
 
 
 
 
 
 
 
    es ärgert mich, dass er kommt
estoy cansado de que venga
 
 
 
 
 
 
 
 
 
  ich bin es müde
estoy encantado de que venga
 
 
 
 
 
 
 
 
 
ich bin entzückt
tengo miedo de que venga
 
 
 
 
 
 
 
 
 
 
 
 
 ich habe Angst
ten cuidado de que no venga
 
 
 
 
 
 
 
 
 
 
pass auf
```